# Public Bank
Public Bank Berhad — третий крупнейший банк Малайзии после Maybank и CIMB Group. Основан в 1966 году Те Хон Пиоу (Teh Hong Piow), который продолжает быть председателем совета директоров и крупнейшим акционером (23,41 % акций). Дочерние банки имеются в Гонконге, Камбодже и Вьетнаме.

## История
Банк был основан 6 августа 1966 года, 6 апреля 1967 года его акции были размещены на Малайзийской фондовой бирже. В 1990 году был куплен гонконгский банк JCG Finance Company, также был создан офшорный банк в Лабуане. В 1992 году был основан VID Public Bank (совместное предприятие Public Bank и вьетнамского Bank for Investment and Development of Vietnam, с 2016 года полностью дочерний банк). Также в 1992 году был основан дочерний банк в Камбодже Cambodian Public Bank. В 2006 году деятельность в Гонконге была расширена покупкой Asia Commercial Bank за 4,5 млрд гонконгских долларов.

## Деятельность
Сеть банка насчитывает 441 отделение, из них 264 в Малайзии. Около 10 % выручки приносят зарубежные операции дочерних банков в Гонконге, Камбодже (включая отделения в Лаосе и Шри-Ланке) и Вьетнаме. Банк в основном ориентирован на работу с розничными клиентами — приём депозитов, ипотечное кредитование, автокредитование, выпуск банковских карт, также предоставляет страховые услуги (в партнёрстве с AIA Group) и услуги исламского банкинга.
На конец 2020 года активы банка составляли 451 млрд малайзийских ринггитов ($107 млрд), из них 346 млрд пришлось на выданные кредиты. Из пассивов 366 млрд составили принятые депозиты.